# Ben & Jerry's

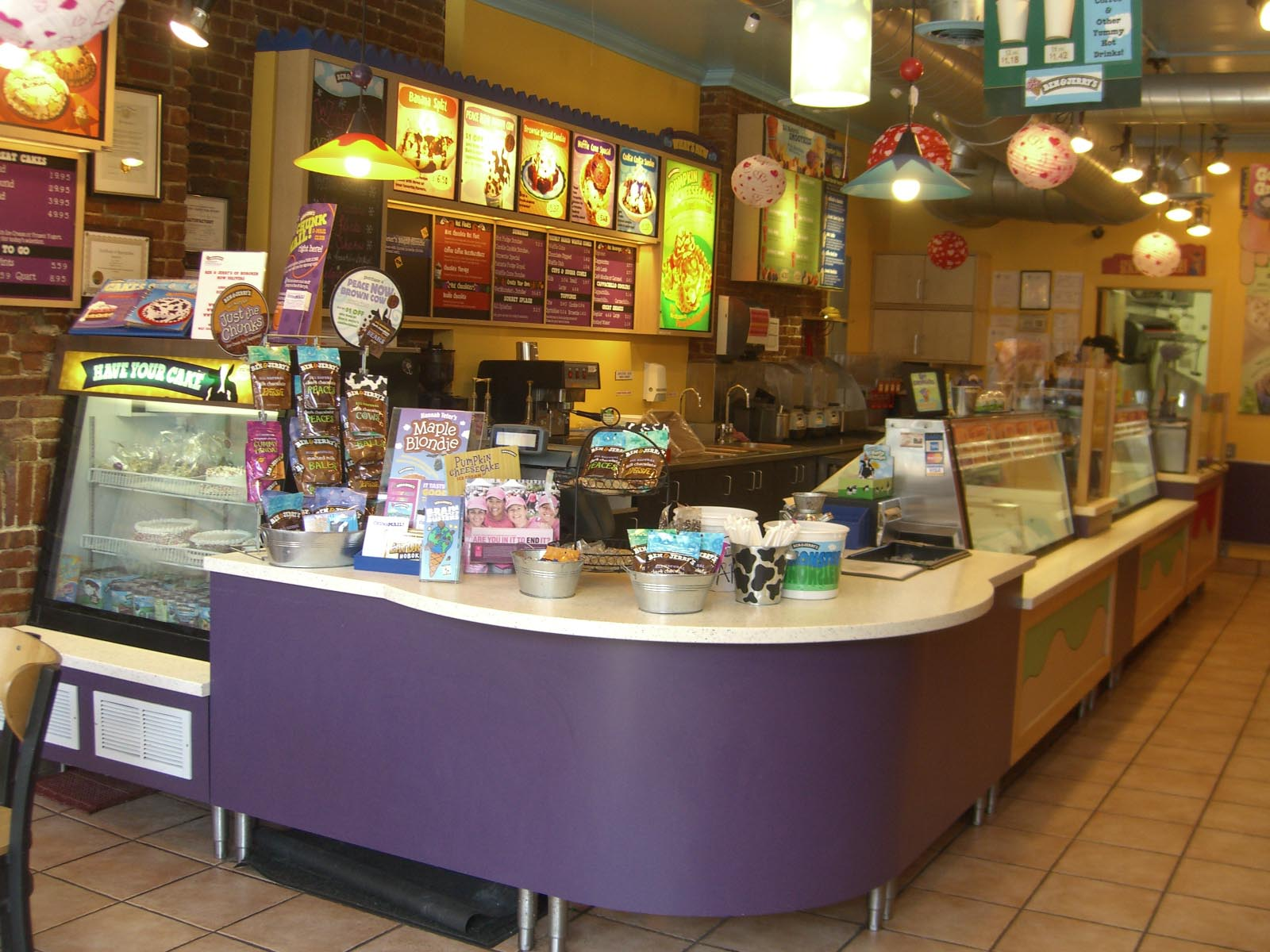
Інтер'єр Ben & Jerry's у Хобокені, Нью-Джерсі

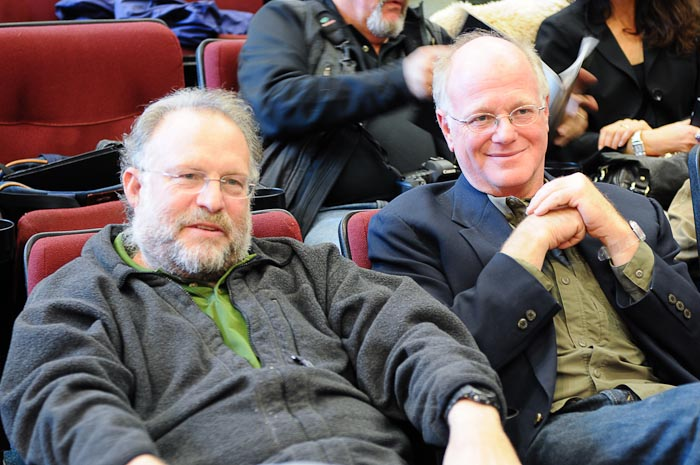
Бен Коен і Джеррі Грінфілд, засновники компанії (2010)

Ben & Jerry's (укр. Бен і Джеррі) — марка морозива, замороженого йогурту, сорбету і продуктів на основі морозива, вироблена компанією Ben & Jerry's Homemade Holdings, Inc. зі штаб-квартирою в Саут-Берлінгтон, штат Вермонт. Головна фабрика знаходиться в Вотербері, штат Вермонт. Компанія належить корпорації Unilever. Заснована у 1978 році.

## Історія
Компанію було засновано 5 травня 1978 року багаторічними друзями, колишніми хіпі Беном Коеном і Джеррі Грінфілдом, які пройшли перед цим курс з виготовлення морозива в університеті штату Пенсильванія. Вклавши 12000 доларів, вони відкрили кафе в будівлі колишньої бензоколонки в Берлінгтоні, штат Вермонт. Засновники хотіли за рік заробити гроші, купити вантажівку і зайнятися далекобійними вантажоперевезеннями. Однак кафе швидко набрало популярність в місті, і в 1979 році власники відзначили річницю початку бізнесу днем безкоштовного морозива, який згодом став відзначатися по всій країні.